# Doro Morigi
Doro Morigi (Ravenna, 13 dicembre 1920 – San Pietro in Campiano, 19 febbraio 2019) è stato un ciclista su strada e pistard italiano, attivo come professionista e indipendente dal 1946 al 1949.

## Carriera
Ottenne numerose vittorie da dilettante, con la Società Ciclistica Malatesta di Ravenna, destreggiandosi anche su pista grazie a doti di passista; nel 1938 vinse la gara premondiale di Novi Ligure, e nel 1939 fu secondo al Giro dell'Emilia per dilettanti e indipendenti. Nel 1940 vinse invece la classifica generale della Monaco di Baviera-Milano in tre tappe.
L'avvento della seconda guerra compromise la sua carriera; arruolato nei bersaglieri, venne inviato prima in Jugoslavia e poi in Russia riuscendo a tornare in patria solo nel 1945. Nel 1946 corse il Giro d'Italia come "aggruppato" con i colori del Centro Sportivo Italiano. Nel 1947 e 1948 svolse un'intensa attività su pista correndo con, tra gli altri, Remo Rosetti, Mario Vicini e Fiorenzo Magni.

## Palmarès
- 1938 (dilettanti)

Premondiale di Novi Ligure
- 1939 (dilettanti)

Coppa Giambattista Lapucci
- 1940 (dilettanti)

2ª tappa Monaco di Baviera-Milano (Innsbruck > Trento)
Classifica generale Monaco di Baviera-Milano
Coppa Breda - Sesto San Giovanni

## Piazzamenti

### Grandi Giri
- Giro d'Italia

1946: ritirato (alla ? tappa)